# Bombay Army
La Bombay Army était l'armée de la présidence de Bombay, l'une des trois présidences de l'Inde britannique.
Elle fut établie en 1662 et régi par la Compagnie des Indes orientales jusqu'à ce que la loi de 1858 sur le gouvernement indien transfère toutes les présidences à l'autorité directe de la Couronne britannique. Le 1er avril 1895, l'armée fut incorporée à la nouvelle armée indienne et devint connue sous le nom de Bombay Command jusqu'en 1908.